# الا جویس
الا جویس (انگلیسی: Ella Joyce؛ زادهٔ ۱۲ ژوئن ۱۹۵۴) یک هنرپیشه اهل ایالات متحده آمریکا است. وی از سال ۱۹۸۹ میلادی تاکنون مشغول فعالیت بوده‌است.
او در فیلم نینا بازی کرده است.